# Blasser Zonen-Milchling
Der Blasse Zonen-Milchling (Lactarius evosmus) ist eine Pilzart aus der Familie der Täublingsverwandten (Russulaceae). Es ist ein mittelgroßer bis großer Milchling mit einem ausgeprägt sauer-fruchtigen Geruch und einem auf blassgelbem Grund mehr oder weniger ockerlich gezonten Hut. Der scharfe und ungenießbare Milchling ist Mykorrhizapartner von verschiedenen Laubbäumen, häufig wächst er bei Eichen und (Zitter)Pappeln. Die Fruchtkörper erscheinen zwischen Juli und Oktober. Der Milchling wird auch Weißlicher Zonen-Milchling, Wohlriechender Milchling oder Scharfer Pappel-Milchling genannt.

## Merkmale

### Makroskopische Merkmale
Der Hut ist 6,5–12 cm breit, zuerst gewölbt, dann niedergedrückt und mit eingerolltem, haarlosem Rand, später zunehmend trichterförmig vertieft. Der Rand bleibt lange Zeit eingebogen und ist oft wellig verbogen. Die Hutoberfläche ist glatt und höchstens fein runzelig, trocken, matt und schwach bereift, im feuchten Zustand mehr oder weniger klebrig und seidig glänzend. Der Hut ist auf blassgelbem oder cremefarbenem Grund oft undeutlich ocker oder ockergräulich gezont. Der Rand ist blasser und dicht gezont, die Mitte häufig dunkler ockergelb bis ockerrötlich gefärbt.
Die jung weißlich, später bräunlich-ocker gefärbten und rötlich getönten Lamellen sind breit am Stiel angewachsen oder laufen bisweilen mit einem Zahn daran herab. Sie sind ziemlich breit und stehen ziemlich dicht, in der Nähe des Stiels können sie leicht queradrig verbunden sein. Bei alten oder gequetschten Fruchtkörpern können die Lamellen manchmal gelblich braune Flecken haben. Das Sporenpulver ist rosa-ockerbraun.
Der zylindrische oder etwas zusammengedrückte, aber niemals grubige Stiel ist 2,5–5,5 cm lang und 1,5–2,5 cm breit und bisweilen zur Basis hin etwas verjüngt. Die glatte Oberfläche ist trocken und auf ganzer Länge bereift. Jung ist der Stiel weißlich bis blassgelb oder cremefarben, im Alter wird er fleckig ockerfarben, lehmbraun, gelblich-braun oder zimtfarben, aber die Spitze bleibt mehr oder weniger weißlich und umgibt die Stielspitze manchmal wie ein Kragen.
Das weißliche bis blass graubraune Fleisch ist ziemlich fest und im Anschnitt unveränderlich. Es schmeckt nach einer Weile sehr scharf und riecht deutlich säuerlich-fruchtig oder apfelartig. Die wässrig weiße, unveränderliche Milch fließt ziemlich reichlich und schmeckt nach kurzer Zeit sehr scharf und brennt später auf der Zunge.

### Mikroskopische Merkmale
Die elliptischen Sporen sind durchschnittlich 7,1–8,0 µm lang und 5,3–6,5 µm breit. Der Q-Wert (Quotient aus Sporenlänge und -breite) ist 1,2–1,4. Das Sporenornament wird bis zu 0,5 (0,8) µm hoch und besteht aus Graten und unregelmäßigen, länglichen Warzen, die niemals ein komplettes Netz ausbilden, aber meist in einer etwas zebrastreifenartigen Weise angeordnet sind. Der Hilarfleck ist völlig oder zumindest im äußeren Bereich amyloid.
Die leicht keuligen, überwiegend 4-sporigen Basidien sind 50–60 µm lang und 10–12 µm breit. Die unauffällig, spindelförmigen und wenig zahlreichen Pleuromakrozystiden sind oft tief in das Hymenium eingebettet und daher schwer zu finden. Sie messen 25–35 × 4–6 µm. Die Lamellenschneide ist steril und mit 10–15 (20) µm langen und 5–9 µm breiten, fast kugeligen Parazystiden und zahlreichen Cheilomakrozystiden besetzt. Diese sind 25–40 µm lang und 3–6 µm breit, spindelig bis pfriemförmig und oft gewunden. Die Spitze ist mehr oder weniger perlenkettenartig eingeschnürt.
Die Huthaut (Pileipellis) ist eine Ixocutis, die aus mehr oder weniger parallel liegenden (1) 2–5 µm breiten, gelatinisierten Hyphen besteht, zwischen denen einzelne Lactiferen liegen. Die Enden der Hyphen haben eine abgerundete Spitze.

## Artabgrenzung
Der Schöne Zonen-Milchling (L. zonarius, syn. L. insulsus) sieht dieser Art sehr ähnlich und kommt auch an vergleichbaren Standorten vor. Im Feld kann man die beiden Arten dadurch unterscheiden, dass der Blasse Zonen-Milchling einen blasseren und weniger deutlich gezonten Hut hat, der Stiel niemals hohl wird, das Fleisch nicht rosa anläuft und deutlich fruchtig bis apfelartig riecht.
Mikroskopisch unterscheidet er sich vom Schönen Zonen-Milchling durch die etwas dickere Schleimschicht der Huthaut, die länglicheren Sporen, die zebrastreifenartig und stärker netzartig ornamentierten Sporen und den teilweise amyloiden Hilarfleck. Die Sporen des Schönen Zonen-Milchling sind rundlicher und haben meist isolierte Warzen und kurze Grate, die kaum netzartig verbunden sind und nur ein wenig ausgeprägtes, zebrastreifenartiges Muster haben. Außerdem sind die Pleuromakrozystiden beim Blassen Zonen-Milchling seltener und stehen nie hervor, während die Pseudozystiden oft hervorstehen und eine Schleimkappe tragen. Die Cheilomakrozystiden sind häufiger als beim Schönen Zonen-Milchling und die Parazystiden sind kürzer und breiter und fast kugelig.
Eine weitere ähnliche Art ist der Queraderige Milchling, der aber, wie sein Name schon verrät in Stielnähe deutlich queradrig verbundene Lamellen, einen schwächeren Geruch und nur 2-sporige Basidien hat. Außerdem ist der Blasse Zonen-Milchling, abgesehen vom leicht zu unterscheidenden Rosascheckigen Milchling (L. controversus), die einzige Art in der Sektion, die bei Pappeln oder Weiden wächst.

## Ökologie
Der Blasse Zonen-Milchling kommt einzeln bis gesellig in verschiedenen Laub- und Mischwäldern vor. Man findet ihn in verschiedenen Ausprägungen der heimischen Buchen- und Hainbuchen-Eichenwälder, seltener auch in Parkanlagen und an Waldwegrändern. Er ist wie alle Milchlinge ein Mykorrhizapilz, der mit verschiedenen Laubbäumen vergesellschaftet ist. Häufig dienen Eichen und Pappel als Wirt. Er kann aber auch mit Rotbuchen, Hainbuchen oder Weiden eine symbiotische Beziehung eingehen. Der Pilz mag frische bis feuchte, basenreiche, schwere und lehmige Böden. Man findet ihn vom Tiefland bis ins Bergland hinein, die Fruchtkörper erscheinen von Juli bis Oktober.

## Verbreitung

Verbreitung des Blassen Zonen-Milchlings in Europa. Grün eingefärbt sind Länder, in denen der Milchling nachgewiesen wurde. Grau dargestellt sind Länder ohne Quellen oder Länder außerhalb Europas.

Der Blasse Zonen-Milchling wurde in Nordamerika (USA, Mexiko), Nordasien (Japan), Nordafrika (Marokko) und Europa nachgewiesen.
In Deutschland ist der Milchling sehr zerstreut bis selten und insgesamt gefährdet (RL3 Deutschland). Die Verbreitung ist noch nicht genügend geklärt, der Milchling wurde aber in ganz West- und Mittel- und Nordeuropa nachgewiesen. Wie weit er in Ost- und Südeuropa verbreitet ist, ist aber noch ziemlich unklar.

## Systematik
Die Art wurde Lactarius evosmus 1953 durch Kühner und Romagnesi erstmals beschrieben. Viele Autoren (z. B. Neuhoff, Korhonen, Phillips) verwenden den Namen Lactarius zonarius, wenn sie vom Blassen Zonen-Milchling sprechen, der Name L. zonarius bezeichnet aber heute den Schönen Zonen-Milchling, für den das Synonym L. insulsus teilweise immer noch gebräuchlich ist.

### Infragenerische Systematik
Der Blasse Zonen-Milchling wird von Basso, Bon und Heilmann-Clausen in die Untersektion Zonarii gestellt, die in der gleichnamigen Sektion Zonarii steht (Sektion Piperites bei Bon). Die Vertreter der Untersektion haben mehr oder weniger schmierige bis schleimige, gezonte Hüte, die weißlich, gelblich, ockerbraun oder orange gefärbt sind. Die weiße, mehr oder weniger unveränderliche Milch schmeckt scharf. Die Huthaut ist ein Ixotrichoderm oder eine Ixocutis.

## Bedeutung
Als scharf schmeckender Milchling gilt der Pilz als ungenießbar.